# Never Be the Same Tour
Never Be the Same Tour to pierwsza trasa koncertowa kubańsko-amerykańskiej wokalistki i autorki tekstów piosenek, Camili Cabello, która promuje tytułowy album artystki pod jej imieniem. Rozpoczęła się 9 kwietnia 2018 roku w Vancouver w Kanadzie, a zakończy się 23 października 2018 roku w San Juan.

## Tło
W Święto Zakochanych, 14 lutego 2018 roku, Cabello dodała na swoje portale społecznościowe (Twitter, Instagram) zdjęcia potwierdzające jej wyruszenie w pierwszą trasę koncertową. Jej nazwa pochodzi od nazwy drugiego singla promujący debiutancki krążek wokalistki, Camila, "Never Be the Same". Przez dłuższy czas ujawniła też dodatkowe daty koncertów w Europie, czy Ameryce Południowej.

## Setlista
Ta setlista obowiązuje koncertów, które odbyły się 16 marca 2018 roku w Argentynie i 17 marca w Chile podczas festiwalu Lollapalooza. Nie jest ona związana z innymi występami.
1. "Never Be The Same"
2. "She Loves Control"
3. "Inside Out"
4. "All These Years"
5. "Bad Things"
6. "Know No Better"
7. "Real Friends"
8. "Into It"
9. "In The Dark"
10. "Havana"

Ta setlista obowiązuje koncert mający miejsce 9 kwietnia 2018 roku w Vancouver w Kanadzie.
1. "Never Be The Same"
2. "She Loves Control"
3. "Inside Out"
4. "Bad Things"
5. "Can't Help Falling In Love" (cover Elvisa Presleya)
6. "Consequences"
7. "All These Years"
8. "Something's Gotta Give"
9. "Scar Tissue" (niewydane)
10. "In The Dark"
11. "Real Friends"
12. "Know No Better"
13. "Crown"
14. "Into It"
15. "Sangria Wine"
16. "Havana"

## Lista koncertów
| 9 kwietnia, 2018 rok  | Vancouver   | Kanada            | Orpheum                             | Bazzi |
| 10 kwietnia, 2018 rok | Seattle     | Stany Zjednoczone | Paramount                           | Bazzi |
| 11 kwietnia, 2018 rok | Portland    | Stany Zjednoczone | Arlene Schnitzer Concert Hall       | Bazzi |
| 13 kwietnia, 2018 rok | Oakland     | Stany Zjednoczone | Fox                                 | Bazzi |
| 14 kwietnia, 2018 rok | Los Angeles | Stany Zjednoczone | Hollywood Palladium                 | Bazzi |
| 15 kwietnia, 2018 rok | Los Angeles | Stany Zjednoczone | Hollywood Palladium                 | Bazzi |
| 18 kwietnia, 2018 rok | Denver      | Stany Zjednoczone | Paramount (Denver)                  | –     |
| 20 kwietnia, 2018 rok | Minneapolis | Stany Zjednoczone | State                               | Bazzi |
| 21 kwietnia, 2018 rok | Milwaukee   | Stany Zjednoczone | Riverside                           | Bazzi |
| 22 kwietnia, 2018 rok | Chicago     | Stany Zjednoczone | Riviera                             | Bazzi |
| 24 kwietnia, 2018 rok | St. Louis   | Stany Zjednoczone | The Pageant                         | Bazzi |
| 25 kwietnia, 2018 rok | Detroit     | Stany Zjednoczone | The Fillmore Detroit                | Bazzi |
| 27 kwietnia, 2018 rok | Toronto     | Kanada            | Sony Centre for the Performing Arts | Bazzi |
| 28 kwietnia, 2018 rok | Montreal    | Kanada            | MTelus                              | Bazzi |
| 29 kwietnia, 2018 rok | Boston      | Stany Zjednoczone | Orpheum (Boston)                    | Bazzi |
| 1 maja, 2018 rok      | Filadelfia  | Stany Zjednoczone | The Fillmore Philadelphia           | Bazzi |
| 4 maja, 2018 rok      | Nowy Jork   | Stany Zjednoczone | Terminal 5                          | Bazzi |